# محمدکریم عابدی
محمدکریم عابدی (زادهٔ ۱۳۲۸ در طبس) نمایندهٔ حوزهٔ انتخابیهٔ فردوس، طبس، سرایان و بشرویه در دورهٔ هشتم مجلس شورای اسلامی عضو کمسیون امنیت ملی و سیاست خارجی، موسس و نایب رئیس فراکسیون مناطق محروم بوده‌است. وی در انتخابات دوره نهم مجلس شورای اسلامی نیز نامزد شد، که با کسب تعداد ۹۷۶۸ رای از مجموع ۹۰۰۶۵رای به عنوان نفر  چهارم شناخته شد و از راهیابی به مجلس بازماند.
همچنین نامبرده در دی ماه ۹۸ کاندیدای نمایندگی یازدهمین دوره مجلس شورای اسلامی از همین حوزه‌ شد و با کسب ۱۷۸۱ رای نتوانست به مجلس راه پیدا کند.